# Patrycjusz Szwajnoch
Patrycjusz Szwajnoch (ur. 24 kwietnia 1980) – polski lekkoatleta, specjalizujący się w biegach średniodystansowych.

## Osiągnięcia
- Mistrzostwa Polski seniorów w lekkoatletyce
  - Szczecin 2002 – brązowy medal w biegu na 1500 m

- Halowe mistrzostwa Polski seniorów w lekkoatletyce
  - Spała 2002 – srebrny medal w biegu na 1500 m

- Młodzieżowe mistrzostwa Polski w lekkoatletyce
  - Kraków 2002 – złoty medal w biegu na 800 m

## Rekordy życiowe
- bieg na 800 metrów
  - stadion – 1:50,08 (Kraków 2002)
- bieg na 1000 metrów
  - stadion – 2:21,45 (Częstochowa 2002)
- bieg na 1500 metrów
  - stadion – 3:40,95 (Sopot 2002)